# Крикуненко Олександр Валерійович
Олекса́ндр Вале́рійович Крикуне́нко (21 березня 1970, м. Черкаси — 7 травня 2022, Одеська область) — український військовослужбовець, майор Служби безпеки України, учасник російсько-української війни. Герой України (2023, посмертно).

## Життєпис
Олександр Крикуненко народився 21 березня 1970 року в місті Черкасах.
У 1992 році закінчив Черкаський інженерно-технологічний інститут. Проходив службу в Міністерстві внутрішніх справ України.
У 2015—2016 роках був учасником АТО в складі добровольчого батальйону «Гарпун»[джерело?].
Від лютого 2022 — у 54-й окремій механізованій бригаді. Воював на півночі України, згодом за м. Попасна (Луганська область) та м. Бахмут (Донецька область).
Загинув 7 травня 2022 року під час визволення о. Зміїний як боєць спецпідрозділу «Альфа» Служби безпеки України.

## Нагороди
- Звання Герой України з удостоєнням ордена «Золота Зірка» (2023, посмертно) — за особисту мужність і героїзм, виявлені у захисті державного суверенітету та територіальної цілісності України. Нагородні атрибути звання передані рідним Олександра Крикуненка Президентом України Володимиром Зеленським 24 лютого 2023 року[2].